# Sycorax bicornua
Sycorax bicornua är en tvåvingeart som beskrevs av Krek 1970. Sycorax bicornua ingår i släktet Sycorax och familjen fjärilsmyggor. Inga underarter finns listade i Catalogue of Life.